# Кнессет 16-го созыва
Кнессет 16-го созыва (ивр. הכנסת השש עשרה‎) — состав кнессета (парламента Израиля), действовавший с 17 февраля 2003 по 17 апреля 2006 года. В этот состав были избраны 13 парламентских фракций, крупнейшей из которых была фракция «Ликуд» (38 депутатов, вдвое больше, чем у второго места), а в двух самых малочисленных (Объединённый арабский список и «Исраэль ба-Алия») было по 2 депутата. В течение срока работы кнессета у власти формально находилось одно правительство, состав которого, однако, сильно менялся, включая смену премьер-министра (после госпитализации Ариэля Шарона). Должность спикера кнессета занимал Реувен Ривлин («Ликуд»).

## Результаты выборов
Выборы в кнессет 16-го созыва состоялись 28 января 2003 года. Процентный барьер составлял 1,5 %, что означало, что при его прохождении партия проводила в кнессет не менее двух депутатов. В выборах приняли участие более 3,148 миллиона человек (из 4,720 миллиона зарегистрированных избирателей), и «вес» одного мандата составил 25 138 голосов.
По итогам выборов в кнессет 16-го созыва прошли 13 избирательных списков, количество депутатов от которых составляло от 38 («Ликуд») до 2 (Объединённый арабский список и «Исраэль ба-Алия»). Представительство «Ликуда» вдвое превышало количество депутатов от второй по размеру фракции — блока «Авода»—«Меймад», проведшего в кнессет 19 человек.
| Фракция                            | Получено голосов | Процент от общего числа | Мест в кнессете |
| ---------------------------------- | ---------------- | ----------------------- | --------------- |
| Ликуд                              | 925 279          | 29,4                    | 38              |
| Авода—Меймад                       | 455 183          | 14,5                    | 19              |
| Шинуй                              | 386 535          | 12,3                    | 15              |
| ШАС                                | 258 879          | 8,2                     | 11              |
| Ихуд леуми                         | 173 973          | 5,5                     | 7               |
| Мерец-Яхад и Демократический выбор | 164 122          | 5,2                     | 6               |
| МАФДАЛ                             | 132 370          | 4,2                     | 6               |
| Яхадут ха-Тора                     | 135 087          | 4,3                     | 5               |
| ХАДАШ—ТААЛ                         | 93 819           | 3,0                     | 3               |
| Ам Эхад                            | 86 808           | 2,8                     | 3               |
| БАЛАД                              | 71 299           | 2,3                     | 3               |
| Исраэль ба-Алия                    | 33 695           | 2,2                     | 2               |
| Объединённый арабский список       | 65 551           | 2,1                     | 2               |

## Состав фракций
Изменения в составе фракций начались уже в начале работы кнессета, в марте 2003 года, когда фракция «Исраэль ба-Алия» влилась в состав фракции «Ликуда». В начале 2005 года «Яхадут ха-Тора» распалась на «Агудат Исраэль» и «Дегель ха-Тора», в марте того же года двое депутатов покинули фракцию МАФДАЛ, а в мае депутаты от фракции «Ам эхад» присоединились к «Аводе».
Наиболее масштабные изменения связаны с выходом части депутатов во главе с премьер-министром Ариэлем Шароном из «Ликуда» в ноябре 2005 года. Новая фракция, первоначально носившая название «Национальная ответственность», в дальнейшем получила имя «Кадима» (с ивр. — «Вперёд»). Ряд депутатов из других партий, в первую очередь из «Аводы», объявили о готовности поддержать курс «Кадимы», но вынуждены были сдать мандаты в соответствии с законом. В общей сложности за последние месяцы работы кнессета в отставку подали 13 депутатов. В ходе выборов в кнессет 17-го созыва они вошли в предвыборный список новой партии. Ближе к концу срока полномочий 16-го состава кнессета раскол произошёл также во фракции «Шинуй», большинство депутатов которой образовали фракцию «Светский сионизм».
| Ликуд | Авода—Меймад | Шинуй | ШАС | Ихуд леуми |
| --- | --- | --- | --- | --- |
| 1. ←Рухама Авраам-Балила 2. ←Эли Афлало 3. ←Рони Бар-Он 4. Даниэль Бен-Лулу 5. Наоми Блюменталь 6. ←Зеэв Бойм 7. ←Магали Вахаба 8. Инбаль Габриэли 9. Гила Гамлиэль 10. ←Авраам Гиршзон 11. Михаэль Горловский 12. Аюб Кара 13. Моше Кахлон 14. Исраэль Кац 15. Хаим Кац 16. Узи Ландау 17. Давид Леви 18. Лимор Ливнат 19. ←Ципи Ливни 20. Дани Наве 21. Лея Нес 22. Биньямин Нетаньяху 23. ←Эхуд Ольмерт 24. Михаэль Рацон 25. Реувен Ривлин 26. Гидеон Саар 27. Йехиэль Хазан 28. ←Цахи Ханегби 29. Сильван Шалом 30. ←Ариэль Шарон 31. ←Омри Шарон 32. ←Меир Шитрит 33. Юваль Штайниц 34. ←Яаков Эдри 35. ←Гидеон Эзра 36. Михаэль Эйтан 37. Гилад Эрдан 38. Эхуд Ятом 39. ↔Марина Солодкина 40. →Юлий Эдельштейн 41. →Давид Мена 42. →Пнина Розенблюм | 1. Колет Авиталь 2. Эли Бен-Менахем 3. Биньямин Бен-Элиэзер 4. Авраам Бург 5. Матан Вильнаи 6. Ицхак Герцог 7. ←Далия Ицик 8. Эйтан Кабель 9. Ралеб Маджадле 10. Михаэль Малькиор 11. ←Амрам Мицна 12. Орит Нокед 13. ←Шимон Перес 14. Офир Пинес-Паз 15. ←Хаим Рамон 16. Шалом Симхон 17. Эфраим Снэ 18. Юли Тамир 19. ←Авраам Шохат 20. Дани Ятом 21. →Илана Коэн 22. →Амир Перец 23. →Давид Таль 24. ↔Авраам Йехезкиель 25. ↔Софа Ландвер 26. ↔Эфи Ошайя 27. ↔Салах Тариф 28. ↔Орна Анжел 29. →Нета Добрин 30. →Това Илан 31. →Дани Корен 32. →Ронен Цур 33. →Вейцман Шири | 1. ←Виктор Браиловский 2. ←Рони Бризон 3. ←Хеми Дорон 4. ←Элиэзер Зандберг 5. ←Йосеф Лапид 6. Илан Лейбович 7. ←Эти Ливни 8. ←Йехудит Наот 9. ←Йосеф Парицкий 10. ←Мали Полищук-Блох 11. ←Авраам Пораз 12. Эхуд Рацаби 13. ←Решеф Хен 14. ←Илан Шальги 15. Игаль Ясинов 16. ↔Эрела Голан | 1. Давид Азулай 2. Шломо Бенизри 3. Ицхак Вакнин 4. Нисим Дахан 5. Нисим Зеэв 6. Эли Ишай 7. Амнон Коэн 8. Ицхак Коэн 9. Яаков Марги 10. Мешулам Нахари 11. ←Яир Перец 12. →Офер Хуги                                               | 1. Ури Ариэль 2. Биньямин Элон 3. Цви Гендель 4. ←Авигдор Либерман 5. ←Михаил Нудельман 6. ←Юрий Штерн 7. Арье Эльдад 8. ↔Элиэзер Коэн                                                          |
| Мерец/ Демократический выбор/ Шахар | МАФДАЛ | Яхадут ха-Тора | ХАДАШ | Ам Эхад |
| 1. Роман Бронфман 2. Авшалом Вилан 3. Захава Гальон 4. Ран Коэн 5. Хаим Орон 6. Йоси Сарид | 1. ←Ицхак Леви 2. Звулун Орлев 3. Нисан Сломянский 4. Гила Финкельштейн 5. ←Эфи Эйтам 6. Шауль Яалом | 1. ←Исраэль Айхлер 2. ←Моше Гафни 3. ←Яаков Лицман 4. ←Меир Поруш 5. ←Авраам Равиц | 1. Бараке, Мухаммед 2. Иссам Махуль 3. ←Ахмад Тиби | 1. ←Илана Коэн 2. ←Амир Перец 3. ←Давид Таль |
| БАЛАД | Объединённый арабский список | Исраэль ба-Алия | Кадима | Светский сионизм |
| 1. Азми Башара 2. Джамаль Захалка 3. Васаль Таха | 1. Абдель-Малек Дахамше 2. Талеб Эльсана | 1. ←Марина Солодкина 2. ←Юлий Эдельштейн | 1. →Рухама Авраам-Балила 2. →Эли Афлало 3. →Рони Бар-Он 4. →Зеэв Бойм 5. →Магали Вахаба 6. →Авраам Гиршзон 7. →Ципи Ливни 8. →Эхуд Ольмерт 9. →Марина Солодкина 10. →Ариэль Шарон 11. →Меир Шитрит 12. →Яаков Эдри 13. →Гидеон Эзра | 1. →Виктор Браиловский 2. →Рони Бризон 3. →Хеми Дорон 4. →Элиэзер Зандберг 5. →Йосеф Лапид 6. →Эти Ливни 7. →Мали Полищук-Блох 8. →Авраам Пораз 9. →Решеф Хен 10. →Илан Шальги 11. →Эрела Голан |
| Наш дом Израиль | Агудат Исраэль | Дегель ха-Тора | Новый национально- религиозный сионизм | Одномандатные фракции |
| 1. →Элиэзер Коэн 2. →Юрий Штерн 3. →Эстерина Тартман | 1. ↔Исраэль Айхлер 2. →Яаков Лицман 3. →Меир Поруш 4. →Шмуэль Альперт | 1. →Моше Гафни 2. →Авраам Равиц | 1. →Ицхак Леви 2. →Эфи Эйтам | 1. →Йосеф Парицкий (ЦАЛАШ) 2. →Ахмад Тиби (ТААЛ) |

1. 1 2 3 4  Перешла из «Ликуда» в «Кадиму»
2. 1 2 3 4 5 6 7 8 9 10 11 12 13 14 15 16 17 18 19 20  Перешёл из «Ликуда» в «Кадиму»
3. 1 2  10 декабря 2005 года Пнина Розенблюм сменила в кнессете Цахи Ханегби
4. 1 2  5 января 2006 года Давид Мена сменил в кнессете Омри Шарона
5. 1 2 3  Присоединилась к «Ликуду» с фракцией «Исраэль ба-Алия», затем перешла в «Кадиму»
6. 1 2  Присоединился к «Ликуду» с фракцией «Исраэль ба-Алия»
7. 1 2  17 января 2006 года Авраам Йехезкиель сменил в кнессете Далию Ицик
8. 1 2  18 ноября 2005 года Салах Тариф сменил в кнессете Амрама Мицну
9. 1 2  17 января 2006 года Вейцман Шири сменил в кнессете Шимона Переса
10. 1 2  18 января 2006 года Эфи Ошайя сменил в кнессете Хаима Рамона
11. 1 2  11 января 2006 года Софа Ландвер сменила в кнессете Авраама Шохата
12. 1 2  Присоединилась к «Аводе» с фракцией «Ам Эхад»
13. 1 2 3 4  Присоединился к «Аводе» с фракцией «Ам Эхад»
14. 1 2  28 января 2006 года Дани Корен сменил в кнессете Авраама Йехезкиеля
15. 1 2  8 февраля 2006 года Орна Анжел сменила в кнессете Софу Ландвер
16. 1 2  21 января 2006 года Това Илан сменила в кнессете Эфи Ошайю
17. 1 2  22 января 2006 года Ронен Цур сменил в кнессете Салаха Тарифа
18. 1 2  15 февраля 2006 года Нета Добрин сменила в кнессете Орну Анжел
19. 1 2 3 4 5 6 7 8 9 10 11 12 13 14 15 16  Вышел из «Шинуя» с фракцией «Светский сионизм»
20. 1 2 3 4 5 6  Вышла из «Шинуя» с фракцией «Светский сионизм»
21. 1 2  16 декабря 2016 года Эрела Голан сменила в кнессете Йехудит Наот
22. 1 2  Вышел из «Шинуя» с фракцией «ЦАЛАШ»
23. 1 2  25 марта 2006 года Офер Хуги сменил в кнессете Яира Переца
24. 1 2  26 марта 2003 года Элиэзер Коэн сменил в кнессете Авигдора Либермана
25. 1 2  8 февраля 2006 года Эстерина Тартман сменила в кнессете Михаила Нудельмана
26. 1 2 3 4  Вышел из «Национального единства» с фракцией «Наш дом Израиль»
27. 1 2 3 4  Вышел из МАФДАЛ с фракцией «Новый национально-
религиозный сионизм»
28. 1 2 3 4 5 6  Вышел из «Яхадут ха-Тора» с фракцией «Агудат Исраэль»
29. 1 2 3 4  Вышел из «Яхадут ха-Тора» с фракцией «Дегель ха-Тора»
30. 1 2  Вышел из ХАДАШ с фракцией «ТААЛ»
31. 1 2  23 февраля 2005 года Шмуэль Альперт сменил в кнессете Исраэля Айхлера

## Основные события
- 17 февраля 2003 — на пост спикера избран Реувен Ривлин («Ликуд»)[6]
- 24 и 25 марта 2003 — утверждены две новых парламентских следственных комиссии (по вопросам соблюдения порядочности и предотвращения насилия в спорте и предотвращения торговли женщинами), возобновлена деятельность парламентской следственной комиссии по нахождению и возвращению имущества жертв Катастрофы[3]
- 9 июня 2003 — утверждён закон о борьбе с организованной преступностью[3]
- 7 января 2004 — утверждён бюджет на 2004 год в размере 254,7 млрд шекелей[7]
- 11 февраля в результате землетрясения в стенах некоторых помещений здания кнессета появились трещины[3]
- 3 мая 2004 — телевизионный канал кнессета начинает частичные трансляции с пленарных заседаний и заседаний комиссий Кнессета[3]
- 17 мая 2004 — утверждено поднятие электорального барьера до 2 %[7]
- 26 октября 2004 — утверждено решение правительства об уточнённой программе одностороннего размежевания[3]
- 16 февраля 2005 — 59 голосами за при 49 против и 5 воздержавшихся утверждён законопроект о применении программы размежевания «эвакуация — компенсация»[8]
- 28 марта — отклонён 72 голосами проект Основного закона о народном референдуме[3]
- 29 марта 2005 — утверждён государственный бюджет на 2005 год[8]
- 1 ноября 2011 — завершено строительство нового крыла здания кнессета[3]
- 21 декабря 2005 — утверждён законопроект об имуществе жертв Холокоста[8]
- 28 марта 2006 — выборы в кнессет 17-го созыва[9]

## Важнейшие законы и инициативы
После двух составов кнессета, избиравшихся параллельно с прямыми выборами премьер-министра, кнессет 16-го созыва вновь был избран по старой системе, при которой премьер-министра избирают депутаты.
В ходе работы кнессета 16-го созыва была утверждена и реализована программе одностороннего размежевания в секторе Газа. Несмотря на большой перевес в голосах, полученный блоком «Ликуд» в ходе выборов, созданное в итоге тридцатое правительство Израиля не было стабильным, и его работу разделяют на три этапа:
- правоцентристское правительство, помимо «Ликуда», включавшее «Шинуй», «Национальное единство» и МАФДАЛ и проработавшее до представления программы одностороннего размежевания и споров вокруг бюджета на 2005 год;
- левоцентристское правительство на основе «Ликуда» и «Аводы», со внешней поддержкой «Еврейства Торы», реализовавшее программу размежевания;
- узкое правительство «Кадимы», работавшее после раскола в «Ликуде» вначале под руководством Ариэля Шарона, а после его госпитализации — под руководством Эхуда Ольмерта, в статусе переходного[10].

Попытки законодательной комиссии кнессета по принятию конституции страны оказались безуспешными. В то же время были приняты некоторые другие важные законы. Так, в 2003 году утверждён закон о телевизионных трансляциях из кнессета. Трансляции начались на следующий год, а с началом зимней сессии 2005 года стали круглосуточными. Также напрямую касалась самого кнессета поправка в Закон о выборах, внесённая в 2004 году и поднимавшая электоральный барьер до 2 %.
Кнессет учредил две новых следственных комиссии (см. Основные события) и продолжил работу третьей — по нахождению и возвращению имущества жертв Катастрофы. Эта комиссия подала заключительный отчёт в январе 2005 года и по его следам к концу года был принят соответствующий закон, предусматривавший возвращение имущества наследникам и передачу невостребованных средств на благотворительность и увековечение памяти погибших.
Во время работы 16-го созыва было достроено новое, южное, крыло здания кнессета, известное как «Кедма», и некоторые отделы были переведены в него к концу срока полномочий кнессета.
Значительное внимание в ходе работы кнессета 16-го созыва уделялось проблеме коррупции во властных структурах. Уже в 2003 году из-за двойного голосования депутатов от «Ликуда» спикеру Реувену Ривлину пришлось вызвать в здание кнессета полицию. Это привело к ускоренной модернизации системы электронного голосования и созданию общественной комиссии по выработке этического кодекса депутатов кнессета во главе с судьёй Верховного суда в отставке Ицхаком Замиром. В дальнейшем этот созыв кнессета отменил автоматическую неприкосновенность депутатов, против которых подано обвинительное заключение. Эта отмена вскоре нашла отражение в реальности: в связи с передачей в суд обвинения в коррупции в отставку в ноябре 2005 года подал сын премьер-министра Омри Шарон, на тот момент также депутат от «Ликуда».